# Comitatul Northern Sunrise, Alberta
Comitatul Northern Sunrise, din provincia Alberta, Canada  este un district municipal situat nordic central în Alberta. Districtul se află în Diviziunea de recensământ 17. El se întinde pe suprafața de 21,141.25 km2  și avea în anul 2011 o populație de 1,791 locuitori.
Cities Orașe
--
Towns Localități urbane
--
Villages Sate
- Nampa

Summer villages Sate de vacanță
--
Hamlets, cătune
- Cadotte Lake
- Little Buffalo
- Marie Reine
- Reno
- St. Isidore

Așezări
- Atikamisis Lake Settlement
- Bison Lake
- Cardinal Point
- Harmon Valley
- Judah
- L'Hirondelle
- Lubicon Lake
- Marten River
- Martin River
- Martin River Subdivision
- Simon Lakes
- South Calling Lake
- Springburn
- Three Creeks
- Wabasca Settlement
- Wabiskaw Settlement
- Wesley Creek

1. 1 2  Population and dwelling counts, for Canada, provinces and territories, and census subdivisions (municipalities), 2016 and 2011 censuses – 100% data (în engleză), 20 februarie 2019